# Malý Kamenec
Pour les articles homonymes, voir Malý.
Malý Kamenec est un village de Slovaquie situé dans la région de Košice.

## Histoire
Première mention écrite du village en 1358.
La localité fut annexée par la Hongrie après le premier arbitrage de Vienne le 2 novembre 1938. En 1938, on comptait 669 habitants dont 47 d'origines juives. Elle faisait partie du district de Sátoraljaújhely (hongrois : Sátoraljaújhelyi járás). Le nom de la localité avant la Seconde Guerre mondiale était Malý Kevežd/Kis-Kövesd. Durant la période 1938 -1945, le nom hongrois Kiskövesd était d'usage. À la libération, la commune a été réintégrée dans la Tchécoslovaquie reconstituée.

## Démographie

### Évolution de la population
| Année:               | 1994. | 2004.   | 2014.   | 2024.   |
| -------------------- | ----- | ------- | ------- | ------- |
| Nombre de personnes: | 484   | 457     | 445     | 410     |
| Différence:          |       | -5,57 % | -2,62 % | -7,86 % |

| Année:               | 2023. | 2024.   |
| -------------------- | ----- | ------- |
| Nombre de personnes: | 420   | 410     |
| Différence:          |       | -2,38 % |